# Diplogale hosei
La civetta delle palme di Hose (Diplogale hosei  Thomas, 1892) è un carnivoro della famiglia dei viverridi, unica specie del genere Diplogale (Thomas, 1912), endemico del Borneo.

## Descrizione

### Dimensioni
Carnivoro di medie dimensioni, con lunghezza della testa e del corpo tra 470 e 540 mm, la lunghezza della coda tra 280 e 335 mm e un peso di circa 1,5 kg.

### Caratteristiche craniche e dentarie
Il cranio presenta un rostro di forma rettangolare e le radici dentarie parallele.
Sono caratterizzati dalla seguente formula dentaria:

### Aspetto
Il corpo è snello, con le zampe relativamente corte e il collo lungo. Il colore delle parti dorsali varia dal marrone scuro al nero, mentre le parti ventrali sono bianco-giallastre. La parte interna degli arti vicino al corpo è grigiastra, mentre il resto è nero. Su ogni lato del muso è presente una macchia grigio-ocra che si estende in avanti da sopra gli occhi e le guance fino a sfumare nella parte biancastra che circonda le labbra e la gola. I piedi sono parzialmente palmati ed hanno ciuffi di peli tra i cuscinetti. Le orecchie sono ricoperte di piccoli peli e sono bianche internamente. Le vibrisse sono lunghe e bianche. La coda è più corta della testa e del corpo ed è uniformemente scura. Sono presenti in entrambi i sessi delle piccole ghiandole odorifere perianali.

## Biologia

### Comportamento
È una specie probabilmente notturna e terrestre. Costruisce le tane nelle fessure tra le rocce o tra le radici degli alberi.

### Alimentazione
Le lunghe vibrisse e i peli sulla pianta dei piedi suggeriscono una specializzazione nella cattura di piccoli animali tra i sassi ricoperti di muschio e nei corsi d'acqua. Uno stomaco analizzato conteneva piccoli insetti.

## Distribuzione e habitat
Questa specie è diffusa nelle regioni montagnose del Borneo nord-orientale.
Vive probabilmente in differenti tipi di foreste prevalentemente montane, tra i 450 e 1.700 metri di altitudine.

## Conservazione
Questa specie è conosciuta soltanto da 17 esemplari conservati nei principali musei di Storia Naturale del mondo, l'ultimo dei quali catturato nel 1955. Nel 2003 e nel 2004, trappole fotografiche hanno segnalato la presenza di questo animale anche in zone meno elevate di quanto osservato fino ad ora.
La IUCN Red List, considerato l'areale ridotto e che la popolazione si è ridotta di oltre il 30% negli ultimi 15 anni a causa della perdita del proprio habitat, classifica D.hosei come specie vulnerabile (VU).